# Astroboa globifera
Astroboa globifera är en ormstjärneart som först beskrevs av Döderlein 1902.  Astroboa globifera ingår i släktet Astroboa och familjen medusahuvuden. Inga underarter finns listade i Catalogue of Life.